# Abstimmhaus

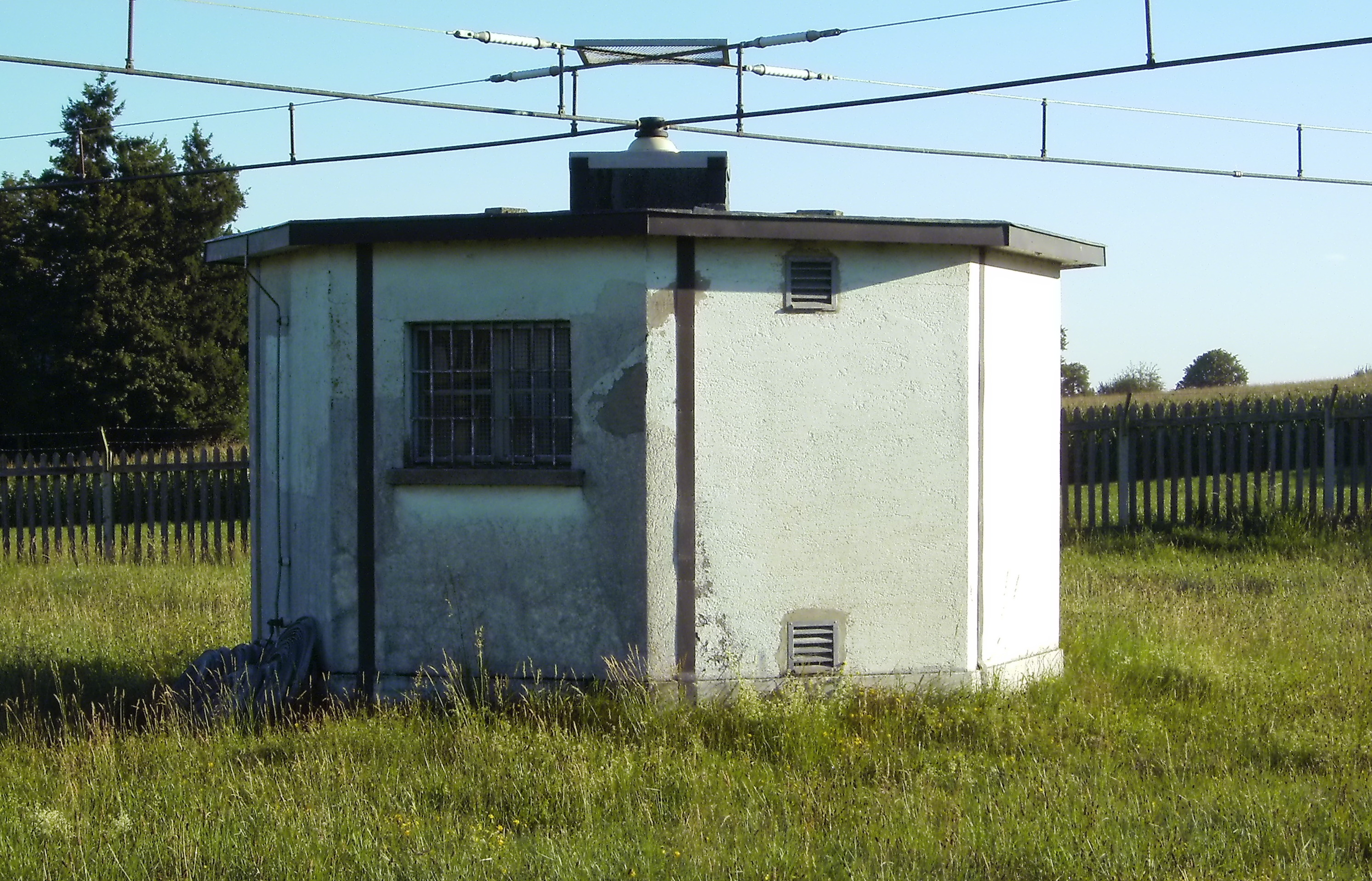
Abstimmhaus Reservesendeturm Beromuenster1

Das Abstimmhaus ist ein Gebäude zu Füßen der Sendeantenne für Sender im Langwellen- oder Mittelwellenbereich, in dem untergebracht sind:
- die Spulen und Kondensatoren (Resonanztransformator) zur Abstimmung der Antennenspeiseleitung auf die Antenne
- die Blitzschutzeinrichtungen.[1]

Zur Vermeidung von Störstrahlungen ist das Abstimmhaus innen mit Kupfer oder Aluminium verkleidet.
Die starken elektromagnetischen Felder können für Lebewesen eine starke Aufheizung wie bei einem Diathermiegerät bewirken.
Meist steht das Abstimmhaus neben der Sendeantenne. Bei einigen Sendeantennen bildet es das Fundament für den als Sendeantenne dienenden selbststrahlenden Sendemast.